# Heteropodagrion croizati
Heteropodagrion croizati là loài chuồn chuồn trong họ Megapodagrionidae. Loài này được Peréz-Gutierrez & Montes-Fontalvo mô tả khoa học đầu tiên năm 2011.